# Charleston (Utah)
Charleston é uma cidade  localizada no estado norte-americano de Utah, no Condado de Wasatch.

## Demografia
Segundo o censo norte-americano de 2000, a sua população era de 378 habitantes.
Em 2006, foi estimada uma população de 436, um aumento de 58 (15.3%).

## Geografia
De acordo com o United States Census Bureau tem uma área de 4,8 km², dos quais 4,3 km² cobertos por terra e 0,5 km² cobertos por água. Charleston localiza-se a aproximadamente 1730 m acima do nível do mar.

## Localidades na vizinhança
O diagrama seguinte representa as localidades num raio de 20 km ao redor de Charleston.